# Pselliophora dolens
Pselliophora dolens is een tweevleugelige uit de familie langpootmuggen (Tipulidae). De soort komt voor in het Oriëntaals gebied.